# Strmo Rebro
Strmo Rebro – wieś w Słowenii, w gminie Krško. W 2018 roku liczyła 9 mieszkańców.